# El Ventorrillo (ganadería)
El Ventorrillo fue una ganadería brava española fundada en el año 1992 por Francisco Medina. Sus orígenes se remontan a finales del siglo xix, cuando el portugués Luis da Gama formó una ganadería con reses de Joaquín Murube. Hasta su disolución en 2020, las reses pastaban en la finca “Robledo de los Osillos” dentro del término municipal de Los Yébenes, en la provincia de Toledo; estando inscrita en la Unión de Criadores de Toros de Lidia.

## Historia de la ganadería
Joaquín Murube vende una partida de reses al ganadero portugués Luis da Gama en 1885, formando una ganadería que sería el origen de la actual; Da Gama irá adquiriendo reses de Murube hasta 1904. En 1911 fue adquirida por Antonio Pérez-Tabernero Sanchón, cruzándola después con sementales de Parladé y aumentándola ocho años más tarde con una partida de vacas y un semental de Luis Gamero Cívico y luego con hembras de la Marquesa viuda de Tamarón. Tras el fallecimiento de Antonio Pérez-Tabernero, su hija mayor Amelia Pérez-Tabernero Montalvo hereda una parte y se la añade a una ganadería que había adquirido de Isabel Rosa González Martín, modificando también el hierro.
En el año 1975, una vaca de esta ganadería le causó la muerte a Antonio Bienvenida cuando este la tentaba en la finca; afectada por esto, Amelia vendió la ganadería a Domingo Hernández Martín, propietario desde 1980 de Garcigrande. Domingo eliminó casi todo el ganado de Amelia y en 1986 compró la ganadería de Domingo Ortega, que tenía el hierro de Fernando Parladé. En 1992 vende el hierro de Amelia a Francisco Medina que, con reses de Juan Pedro Domecq Solís, crea la actual ganadería de EL VENTORRILLO, ganadería que desde 2005 es propiedad de Fidel San Román y que mantiene el hierro de Amelia Pérez-Tabernero. En el año 2020, a causa de la pandemia de coronavirus, el ganadero Fidel San Román anunció que la ganadería dejaría de lidiar en 2021, desapareciendo de esta forma del panorama taurino español.

### Toros célebres
- Bordador: indultado por el diestro mexicano Joselito Adame el 23 de junio de 2018 en la plaza de toros de la localidad madrileña de Rozas de Puerto Real.[13][14][15]

## Características
La ganadería está conformada con reses de Encaste Juan Pedro Domecq de procedencia Juan Pedro Domecq Solís. Atienden en sus características zootécnicas a las que recoge como propias de este encaste el Ministerio del Interior:
- Toros elipométricos y eumétricos, más bien brevilíneos con perfiles rectos o subconvexos, con una línea dorso-lumbar recta o ligeramente ensillada; y la grupa, con frecuencia, angulosa y poco desarrollada y las extremidades cortas, sobre todo las manos, de radios óseos finos.
- Bajos de agujas, finos de piel y de proporciones armónicas, bien encornados, con desarrollo medio, y astifinos, pudiendo presentar encornaduras en gancho. El cuello es largo y descolgado, el morrillo bien desarrollado y la papada tiene un grado de desarrollo discreto.
- Sus pintas son negras, coloradas, castañas, tostadas y, ocasionalmente, jaboneras y ensabanadas, estas últimas por influencia de la casta Vazqueña. Entre los accidentales destaca la presencia del listón, chorreado, jirón, salpicado, burraco, gargantillo, ojo de perdiz, bociblanco y albardado, entre otros.

## Sanfermines

### 2008
Debutó por primera vez en los Sanfermines de Pamplona en un encierro rápido que duró 2 minutos y 45 segundos, dejando un herido por asta de toro y otros seis restantes por diversas contusiones. La corrida fue estoqueada por Antonio Ferrera, Juan Bautista y Salvador Cortés.

### 2009
Los toros de El Ventorrillo corrieron por segundo año consecutivo las calles de Pamplona en 2 minutos y 20 segundos haciendo una carrera limpia, dejando un total de siete heridos por traumatismos. Fueron estoqueados esa tarde por Sebastián Castella y José María Manzanares.